# Karuta competitivo
Karuta competitivo (競技かるた Kyōgi karuta) é um jogo oficial japonês que usa um set de cartas uta-garuta para se jogar karuta, cuja forma e regras são definidas pela All Japan Association.

## Visão Geral

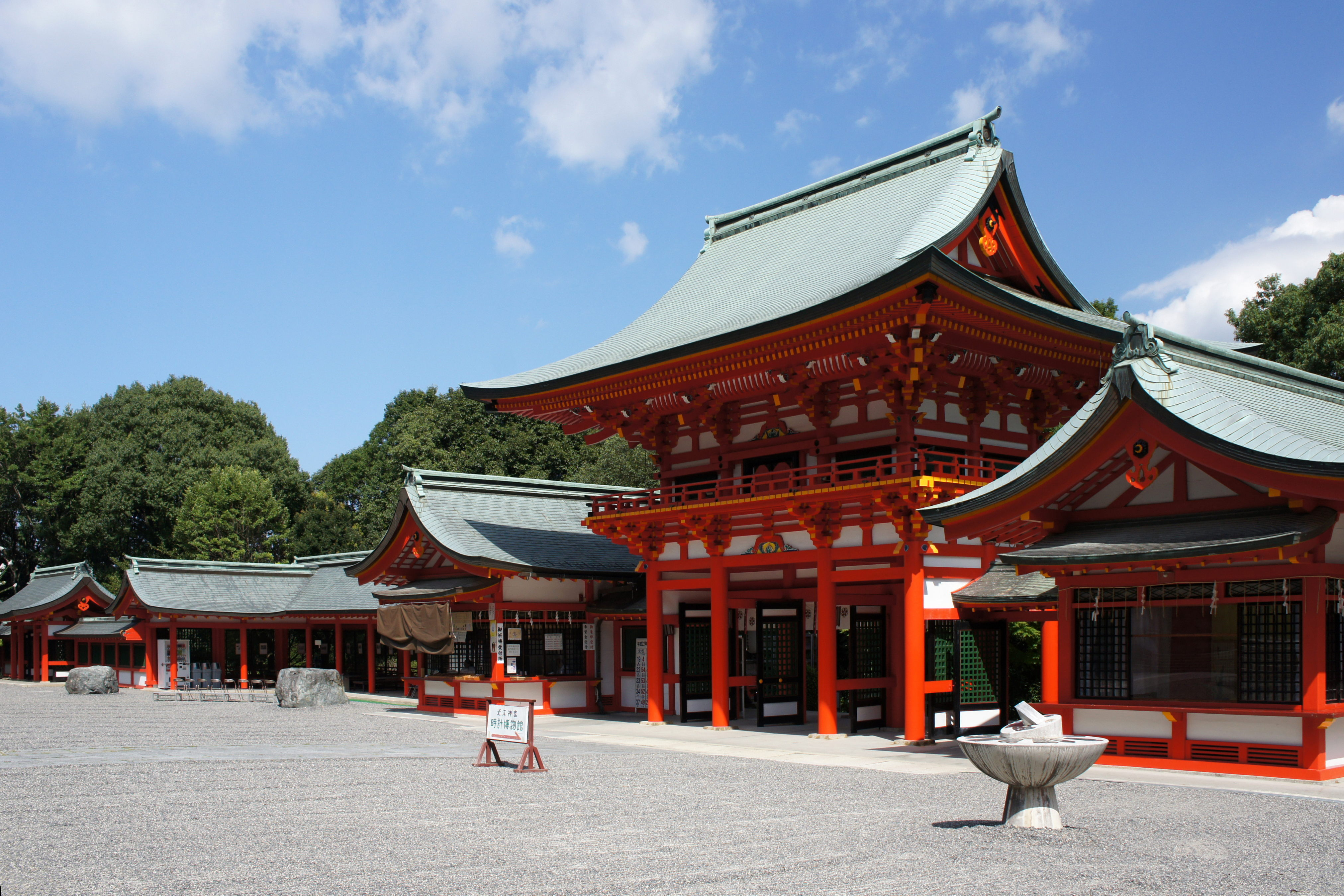
Exterior do Omi Jingu, onde o campeonato nacional acontece.

O Karuta competitivo teve suas origens no começo do século XIX, mas suas regras costumavam várias de região para região. No começo do século XX, as diferentes regras foram unificadas pela recém formada Associação de Karuta de Tokyo, e o primeiro campeonato de Karuta competitivo aconteceu. Poucas mudanças foram feitas nessas regras até então.
A primeira tentativa de se fazer uma associação nacional foi feita em 1934, e isso posteriormente acabou formando a All Japan Karuta Association em 1957. Desde então, ela tem feito campeonatos masculinos desde 1955, e femininos desde 1957.
Atualmente, Karuta competitivo é jogado por uma grande variedade de pessoas no Japão. Mesmo que o jogo por si seja simples, jogar em um nível competitivo requer um desenvolvimento muito bom em certas habilidades, como agilidade e memória. Por isso, é reconhecido como um tipo de esporte no Japão.
Mesmo o Karuta sendo muito popular no Japão, há poucos jogadores competitivos. É estimado que há, atualmente, 10 mil a 20 mil jogadores nessa modalidade no Japão, sendo que 2 mil estão na classe C ou superior e registrados na "All Japan Karuta Association".
Há muitas associações para jogadores de karuta, incluindo a “Nippon Karuta-in HonIn”, que dá ênfase na aspecto cultural do Karuta.
O campeonato japonês nacional de karuta competitivo acontece todo janeiro no Omi Jingu em Ōtsu, Shiga. O título Meijin é concedido para o vencedor do campeonato masculino, e o título de Queen é concedido para a vencedora do campeonato feminino. Ambos os jogadores são conhecidos como Grand Champions. Um Grand Champion que manteve seu título por sete vez é conhecido como Mestre Eterno. O campeonato nacional para estudantes do ensino médio acontece todo Julho.
Atualmente, o jogo tem ganho jogadores internacionais. Em Setembro de 2012, ocorreu o primeiro torneio internacional, e jogadores dos Estados Unidos, China, Coreia do Sul, Nova Zelândia e Tailândia participaram.

## Cartas de Karuta

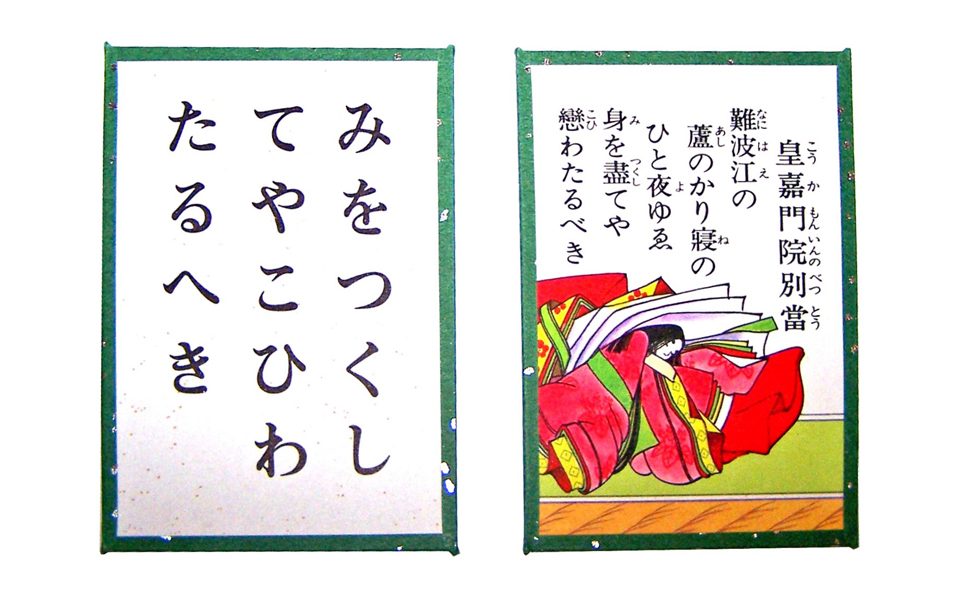
Um exemplo de um par atual de cartas Uta Garuta, onde a torifuda está na esquerda e a yomifuda na direita.

100 poemas tanka estão impressos no yomifuda e no torifuda. Há dois sets em um jogo de karuta. Esses sets são:
- Yomifuda (carta de leitura); possuindo 100 cartas, incluindo a figura de um poeta e um de seus poemas tanka (5-7-5-7-7 sílabas).
- Torifuda (carta de pegar); também tendo 100 em um set, com apenas as últimas frases do poema tanka (as últimas 7-7 sílabas).

## Regras
Karuta competitivo é um jogo um contra um com um leitor e um juiz. Todas as partidas oficiais usam as cartas feitas por Oishi Tengudo.
Cada jogador seleciona aleatoriamente 25 das 50 torifudas que também são selecionadas aleatoriamente das 100, e as colocam em três fileiras no seu território. Um território de um jogador é o espaço na frente dele, 87 cm de largura e separadas das cartas do seu oponente por uma distância de 3 cm. O espaço entre cada fileira é de 1 cm. Conta-se então 15 minutos para memorizar todas as cartas e seus respectivos posicionamentos, e dos dois minutos finais, pode-se praticar movimentos para pegar as cartas.
O jogo começa com o leitor recitando um poema introdutório, que não faz parte dos 100 poemas. Essa leitura é para os jogadores se familiarizarem com a voz do leitor e seu ritmo de leitura. Logo após este primeira poema, se lê um dos 100 yomifuda. 50 destes estão em jogo com seus respectivos torifudas, enquanto 50 também são lidos, porém são conhecidos como karafuda (carta morta).
O primeiro jogador que tocar a torifuda certa pega a carta e a tira de jogo. Quando um jogador pegar uma carta do território do oponente, esse jogador pode passar uma de suas cartas para o adversário. Se ambos os jogadores tocarem a carta ao mesmo tempo, a carta vai para o jogador cujo território ela está.
O primeiro jogador que se livrar de todas as cartas de seu território, vence.

### Otetsuki (Faltas)
- Tocar a carta errada no mesmo território que a carta certa não é considerado uma falta[3]. Como resultado, os jogadores podem "varrer" a carta certa e as cartas próximas dela para longe do seu território.
- Tocar a carta errada no território oposto que a carta está resulta em uma falta. O oponente pode então passar uma carta de seu território para o outro jogador.
- Tocar em uma carta quando uma carta morta é lida resulta em uma falta.

Faltas duplas
- Se um jogador tocar uma carta no território do oponente e o oponente tocar a carta certa no território do outro jogo, aconteceu uma falta dupla. Penalidade de duas cartas.
- Se um jogador tocar em AMBOS os territórios quando uma carta morta for lida, ele acabou de gerar uma falta dupla.

As cartas podem ser reposicionadas a qualquer hora do jogo. Contudo, fazer isso frequentemente é considerado deselegante e falta de espírito esportivo.

## Características do Jogo
Bons jogadores memorizam todos os 100 poemas tanka e o posicionamento das cartas no começo da partida. Esse posicionamento muda durante a partida.
Há sete poemas que possuem sílabas únicas (Fu, Ho, Me, Mu, Sa, Se, Su) e 86 poemas com três sílabas únicas. Há três cartas que começam com "Chi", que são: "Chihayafuru, "Chigirikina" e "Chigiriokishi", então o jogador deve reagir assim que ele/ela ouvir a parte decisiva do poema, que é chamada de kimariji. Como resultado disso, raciocínio rápido, bom tempo de reação e boa velocidade são requeridos. Uma média de tempo de um jogo de karuta é de 90 minutos, incluindo 15 para memorização. Em campeonatos nacionais, o vencedor geralmente joga de 5 a 7 partidas.
Resistência física e mental são testadas no campeonato. Foi dito que os participantes do campeonato podem perde até 2 kg durante o processo.

## Jogos Oficiais
- Partida Individual

Partidas individuais são separadas por ranks (Dan" = grau). O rank se dispõe dessa forma:
Classe A; 4 Dan ou mais
Classe B; 2 ou 3 Dan
Classe C; 1 Dan
Classe D; intermediário
Classe E; iniciante
Para participar nos campeonatos das classes mais alta, o jogador deve ganhar o Dan correspondente ao obter resultados o suficiente nas classes mais baixas definidas pela associação, e o jogador deve se registrar como um membro oficial da associação se ele ou ela quiser entrar em um campeonato que seja da classe C para cima.
Há cerca de 50 campeonatos oficiais todo ano que são contabilizados para o rank do Dan.
Às vezes, campeonatos locais podem alterar esse sistema de ranking ou a forma propriamente dita do campeonato. Há também campeonatos divididos por idade ou por série na escola. Campeonatos oficiais são gratuitos para entrar, não importando a idade ou o gênero, mas alguns campeonatos podem ter restrições para certas idades, gêneros e classes dos jogadores.
- Partida em time

O formato dessa competição é diferente da individual, e o formato pode diferir de um campeonato para o outro. Por exemplo, um campeonato comum será realizado com times de cinco a oito membros, e os jogadores devem decidir a ordem dos jogadores para cada jogo. Cada classe compete pelo total de pontos adquiridos e quem tiver mais, ganha.

## Cobertura da Mídia
- Manga

Chihayafuru – por Yuki Suetsugu
Karuta (manga) – por Kenjirō Takeshita
Manten Irohakomachi – por Mariko Kosaka
- Novela

Karuta Queen - NHK General TV